# Houston Texans 2012
La stagione 2012 degli Houston Texans è stata l'undicesima della franchigia nella National Football League, la settima con Gary Kubiak come capo-allenatore. I Texans migliorarono il loro record di 10-6 del 2011, in cui la squadra aveva raggiunto per la prima volta i playoff nella sua storia. I Texans vinsero il loro secondo titolo della AFC South division, batterono i Cincinnati Bengals nel primo turno di playoff per il secondo anno consecutivo ma furono eliminati dai New England Patriots nel divisional round.

## Draft NFL 2012
| Giro | Scelta | Giocatore        | Ruolo | College        |
| ---- | ------ | ---------------- | ----- | -------------- |
| 1    | 26     | Whitney Mercilus | DE    | Illinois       |
| 3    | 68     | DeVier Posey     | WR    | Ohio State     |
| 3    | 76     | Brandon Brooks   | OG    | Miami (OH)     |
| 4    | 99     | Ben Jones        | C     | Georgia        |
| 4    | 121    | Keshawn Martin   | WR    | Michigan State |
| 4    | 126    | Jared Crick      | DT    | Nebraska       |
| 5    | 161    | Randy Bullock    | K     | Texas A&M      |
| 6    | 195    | Nick Mondek      | OT    | Purdue         |

## Staff
| Staff degli Houston Texans nel 2012 |
| --- |
| Organi dirigenziali - Fondatore/Chairman/CEO: Bob McNair - Vice Chairman: Philip Burguières e D. Cal McNair - Presidente: Jamey Rootes - EVP/General manager: Rick Smith Capo allenatore - Gary Kubiak Altri allenatori - Assistente dell'allenatore capo/Defensive line: Bill Kollar - Sviluppo della forza e della condizione: Cedric Smith - Assistente sviluppo della forza e della condizione: Matt Schiotz Allenatori dell'attacco - Coordinatore dell'attacco: Rick Dennison - Assistente dell'attacco: Dan Hammerschmidt - Quarterback: Karl Dorrell - Running Back: Chick Harris - Wide Receiver: Larry Kirksey - Assistente Wide Receiver: Marc Lubick - Tight End: Brian Pariani - Offensive Line: John Benton - Assistente Offensive Line: Jim Ryan Allenatori della difesa - Coordinatore della difesa: Wade Phillips - Linebacker: Reggie Herring - Assistente Linebacker: Bobby King - Defensive Back: Vance Joseph - Assistente Defensive Back: Perry Carter Allenatori dello special team - Coordinatore dello Special Team: Joe Marciano |

## Roster
| Roster finale degli Houston Texans nel 2012 |
| --- |
| Quarterback - 12 John Beck - 8 Matt Schaub - 13 T.J. Yates Running Back - 86 James Casey FB/TE - 40 Tyler Clutts FB - 28 Justin Forsett - 23 Arian Foster - 44 Ben Tate Wide Receiver - 18 Lestar Jean - 80 Andre Johnson - 82 Keshawn Martin - 11 DeVier Posey - 83 Kevin Walter Tight End - 81 Owen Daniels - 88 Garrett Graham Offensive Linemen - 79 Brandon Brooks G - 76 Duane Brown T - 62 Antoine Caldwell G - 66 Andrew Gardner G - 68 Ryan Harris T - 60 Ben Jones C - 55 Chris Myers C - 75 Derek Newton T - 74 Wade Smith G - 67 Cody White G Defensive Linemen - 95 Shaun Cody NT - 93 Jared Crick DE - 96 Tim Jamison DE - 92 Earl Mitchell NT - 94 Antonio Smith DE - 99 J.J. Watt DE Linebacker - 54 Mister Alexander ILB - 98 Connor Barwin OLB - 50 Bryan Braman OLB - 52 Tim Dobbins ILB - 53 Bradie James ILB - 59 Whitney Mercilus OLB - 57 Jesse Nading OLB - 58 Brooks Reed OLB - 53 Barrett Ruud MLB Defensive Back - 22 Alan Ball CB - 20 Roc Carmichael CB - 27 Quintin Demps SS - 26 Brandon Harris CB - 25 Kareem Jackson CB - 24 Johnathan Joseph CB - 31 Shiloh Keo FS - 38 Danieal Manning SS - 21 Brice McCain CB - 29 Glover Quin FS Special Team - 17 Shayne Graham K - 5 Donnie Jones P - 46 Jon Weeks LS Lista delle riserve - 4 Randy Bullock K (IR) - 78 Rashad Butler OT (IR) - 56 Brian Cushing ILB (IR) - -- Keyaron Fox ILB (IR) - 91 Ra'Shon Harris NT (IR) - -- Dwight Jones WR (Did Not Report) - 51 Darryl Sharpton ILB (PUP) Squadra di allenamento - 43 Jonathan Grimes RB - 72 David Hunter DE - 64 Delano Johnson OLB - 7 Case Keenum QB - 15 Jeff Maehl WR - 35 Eddie Pleasant SS - 48 Phillip Supernaw TE - 67 Cody White G Roster aggiornato al 13 settembre 2012 53 attivi, 6 inattivi, 8 nella squadra di allenamento, 0 free agent |
| Legenda - I rookie sono in corsivo. - Il primo ruolo è il principale mentre gli eventuali successivi indicano i ruoli secondari. - (IR) sta per Injured Reserve ed indica la lista ristretta per un solo giocatore infortunato che può tornare ad allenarsi dopo la settimana 6 e a rientrare in prima squadra dopo che questa ha giocato 8 partite. - (NF-Inj.) / (NF-Ill.) stanno rispettivamente per Non-Football Injured e Non-Football Illness ed indicano le liste dove viene inserito un giocatore che ha un infortunio o una malattia non dipendente dal football americano. - (PUP) sta per Physically Unable to Perform ed indica la lista dove viene inserito un giocatore mentre è in attesa di recuperare la condizione fisica. Nella stagione regolare dopo la sesta partita giocata dalla propria squadra, il giocatore ha tempo tre settimane per riprendere ad allenarsi, più tre settimane aggiuntive dal suo rientro agli allenamenti per rientrare in prima squadra. |

## Calendario

### Stagione regolare
| Turno | Data               | Ora                | Avversario             | Risultato          | Risultato          | Stadio                              | TV                 | Tabellino          |
| Turno | Data               | Ora                | Avversario             | Punteggio          | Record             | Stadio                              | TV                 | Tabellino          |
| ----- | ------------------ | ------------------ | ---------------------- | ------------------ | ------------------ | ----------------------------------- | ------------------ | ------------------ |
| 1     | 9 settembre        | 12:00 p.m. CDT     | Miami Dolphins         | V 30–10            | 1–0                | Reliant Stadium                     | CBS                | Recap              |
| 2     | 16 settembre       | 12:00 p.m. CDT     | @ Jacksonville Jaguars | V 27–7             | 2–0                | EverBank Field                      | CBS                | Recap              |
| 3     | 23 settembre       | 3:25 p.m. CDT      | @ Denver Broncos       | V 31–25            | 3–0                | Sports Authority Field at Mile High | CBS                | Recap              |
| 4     | 30 settembre       | 12:00 p.m. CDT     | Tennessee Titans       | V 38–14            | 4–0                | Reliant Stadium                     | CBS                | Recap              |
| 5     | 8 ottobre          | 7:30 p.m. CDT      | at New York Jets       | V 23–17            | 5–0                | MetLife Stadium                     | ESPN               | Recap              |
| 6     | 14 ottobre         | 7:20 p.m. CDT      | Green Bay Packers      | S 24–42            | 5–1                | Reliant Stadium                     | NBC                | Recap              |
| 7     | 21 ottobre         | 12:00 p.m. CDT     | Baltimore Ravens       | V 43–13            | 6–1                | Reliant Stadium                     | CBS                | Recap              |
| 8     | Settimana di pausa | Settimana di pausa | Settimana di pausa     | Settimana di pausa | Settimana di pausa | Settimana di pausa                  | Settimana di pausa | Settimana di pausa |
| 9     | 4 novembre         | 12:00 p.m. CST     | Buffalo Bills          | V 21–9             | 7–1                | Reliant Stadium                     | CBS                | Recap              |
| 10    | 11 novembre        | 7:20 p.m. CST      | @ Chicago Bears        | V 13–6             | 8–1                | Soldier Field                       | NBC                | Recap              |
| 11    | 18 novembre        | 12:00 p.m. CST     | Jacksonville Jaguars   | V 43–37 (DTS)      | 9–1                | Reliant Stadium                     | CBS                | Recap              |
| 12    | 22 novembre        | 11:30 a.m. CST     | @ Detroit Lions        | V 34–31 (OT)       | 10–1               | Ford Field                          | CBS                | Recap              |
| 13    | 2 dicembre         | 12:00 p.m. CST     | @ Tennessee Titans     | V 24–10            | 11–1               | LP Field                            | CBS                | Recap              |
| 14    | 10 dicembre        | 7:30 p.m. CST      | @ New England Patriots | S 14–42            | 11–2               | Gillette Stadium                    | ESPN               | Recap              |
| 15    | 16 dicembre        | 12:00 p.m. CST     | Indianapolis Colts     | V 29–17            | 12–2               | Reliant Stadium                     | CBS                | Recap              |
| 16    | 23 dicembre        | 12:00 p.m. CST     | Minnesota Vikings      | S 6–23             | 12–3               | Reliant Stadium                     | Fox                | Recap              |
| 17    | 30 dicembre        | 12:00 p.m. CST     | @ Indianapolis Colts   | S 16–28            | 12–4               | Lucas Oil Stadium                   | CBS                | Recap              |

LEGENDA
Grassetto indica avversari della division.

### Playoff
| Turno      | Data            | Ora           | Avversario (#)             | Risultato | Risultato | Stadio           | TV  | Tabellino |
| Turno      | Data            | Ora           | Avversario (#)             | Punteggio | Record    | Stadio           | TV  | Tabellino |
| ---------- | --------------- | ------------- | -------------------------- | --------- | --------- | ---------------- | --- | --------- |
| Wild Card  | 5 gennaio 2013  | 3:30 p.m. CST | Cincinnati Bengals (6)     | V 19–13   | 1–0       | Reliant Stadium  | NBC | Recap     |
| Divisional | 13 gennaio 2013 | 3:30 p.m. CST | @ New England Patriots (2) | S 28–41   | 1–1       | Gillette Stadium | CBS | Recap     |

## Premi
- J.J. Watt:

miglior difensore dell'anno della NFL